# روزبه پورنادر
روزبه پورنادر (زادهٔ ۱۲ فروردین ۱۳۵۸)، از فعالان نرم‌افزارهای آزاد است. پس از تأسیس نسخهٔ فارسی ویکی‌پدیا، وی در راه‌اندازی آن دست داشت.
روزبه پورنادر بنیان‌گذار، نخستین مدیر و نخستین دیوان‌سالار ویکی‌پدیای فارسی است.
پورنادر، در دوطرفه‌سازی نرم‌افزار، تخصص داشت و مدیر فنی پروژهٔ لینوکس شریف و مدیر فنی سابق نرم‌افزار فارسی‌تک نیز بود. به گفته خودش او دوطرفه‌سازی نرم‌افزارها (برای پشتیبانی از زبان فارسی) را از زمانی که دانش‌آموز دبیرستانی بود، آغاز کرد. او همچنین یکی از سهام‌داران، مدیرعامل و عضو هیئت مدیرهٔ شرکت فارسی‌وب شریف بود، که در زمینهٔ بومی سازی نرم‌افزارهای آزاد فعالیت می‌کند. او پس از مهاجرت به ایالات متحدهٔ آمریکا به استخدام شرکت هایتک پاسپورت و سپس شرکت گوگل درآمد.

## تحصیلات
پورنادر دیپلم خود را در سال ۱۳۷۵ از دبیرستان علامه حلی تهران گرفت و پس از آن در رشتهٔ مهندسی کامپیوتر در دانشگاه صنعتی شریف مشغول به تحصیل شد.

## فعالیت‌ها
او در سال ۲۰۰۳، از طریق برنامهٔ عمران سازمان ملل متحد (UNDP) مأموریت یافت تا گزارشی برای نیازمندی‌های بومی‌سازی رایانه‌ای برای زبان‌های اصلی کشور افغانستان تهیه کند. این گزارش، که با همکاری مایکل اورسن نوشته شده‌است، مورد استفادهٔ وزارت ارتباطات افغانستان قرار گرفت.
پورنادر همچنین از سال ۲۰۰۱ تا کنون نمایندهٔ ایران از طرف شورای عالی انفورماتیک در کنسرسیوم یونی‌کد است. وی همچنین کارشناس فارسی‌سازی مرکز محاسبات دانشگاه صنعتی شریف بود.
چند سال بعد نیز با همکاری پورنادر در بخش فنی و نرم‌افزاری، نام دامنه‌های فارسی در ایران راه‌اندازی شد.
پورنادر از شهریور ۱۳۸۲ به عضویت در گروه زبان و رایانهٔ فرهنگستان زبان و ادب فارسی نیز درآمده‌است و از اعضای شورای فنی گروه خط و زبان فارسی شورای عالی اطلاع‌رسانی نیز بوده‌است.
او در تدوین دو استاندارد ملی در مؤسسهٔ استاندارد و تحقیقات صنعتی ایران نیز دست داشته‌است. پورنادر عضو کمیسیون فنی استاندارد ملی ۶۲۱۹ با عنوان «فناوری اطلاعات - تبادل و شیوهٔ نمایش اطلاعات فارسی بر اساس یونی‌کد» و همچنین کمیسیون استاندارد ملی ۹۱۴۷ با عنوان «فناوری اطلاعات - چیدمان حروف و علائم فارسی بر صفحه‌کلید رایانه» بوده‌است.

## افتخارات
در دی‌ماه ۱۳۸۳، در مراسمی که به منظور تجلیل از فعالان و دست‌اندرکاران فارسی‌سازی لینوکس برگزار شد، نصرالله جهانگرد، نمایندهٔ ویژهٔ سید محمد خاتمی، رئیس‌جمهور وقت و رئیس سابق شورای عالی اطلاع‌رسانی، از او قدردانی کرد. او در سال ۱۹۹۶ در المپیاد جهانی کامپیوتر به مدال طلا، و در سال ۱۹۹۵ به مدال نقرهٔ این مسابقات دست یافت. پورنادر، همچنین شمار زیادی مدال طلا و نقره در المپیادهای ریاضی و کامپیوتر کشوری و منطقه‌ای کسب کرده و یک بار نیز در سال ۲۰۰۲ در مرحلهٔ نهایی مسابقات انجمن ماشین‌های محاسب حاضر شد.
پورنادر در سال ۲۰۰۹ نیز جایزهٔ بولداگ کنسرسیوم یونی‌کد را به‌دست آورد.